# Піддубний Сергій Олександрович
Сергі́й Олекса́ндрович Підду́бний (нар. 15 вересня 1976, Ківерці, Волинська область Українська РСР, СРСР) — український футзаліст і тренер. Майстер спорту. Чемпіон України з футзалу (2007), фіналіст Кубка та Суперкубка України (2006), фіналіст Кубка ліги (2003, 2005). Учасник групового раунду Кубка УЄФА (3 голи). Грав за команди: «Україна» Львів (1995-96), «Случ» Рівне (1997-98), МФК «Рівне» (2000-2001), «Енергія» Львів (2001-2009), НФК «Ураган» та «Кардинал-Рівне».

## Біографія
Рання кар'єра
Професійну футзальну кар'єру розпочав у 1995 у вищоліговій «Україні» зі Львова. Утім надалі декілька років залишав міні-футбол і виступав на аматорському рівні у великий футбол. У 1998 році став гравцем рівненського, провівши 4 матчі в Кубку України. У 2000 році остаточно зосередився на виступах у футзал, ставши гравцем МФК «Рівне», який виступав у Першій лізі українського футзалу. За неповних два сезони провів за рівнян 26 матчів та забив 17 голів. 1 грудня 2001 року в домашній грі проти львівської «Енергії» (9:3) записав на свій рахунок покер. До того в матчах Кубка України рівняни за сумою двох матчів обіграли львів'ян 9:3 і 9:7. У першій зустрічі Сергій Піддубний відзначився п'ятьма влучними ударами, а в матчі-відповіді доклався до успіху своєї команди вже чотирма голами. Тож вже з січня наступного року бомбардир підписав контракт із «енергетиками».
«Енергія»
У подальшому виступав за «Енергію» упродовж семи сезонів, ставши одним із лідерів львівської команди. За цей час здобув чемпіонство у 2007 році та двічі приміряв срібні нагороди чемпіонату України з футзалу у Вищій лізі. У сезоні 2007/08 дебютував у єврокубках, провівши 5 матчів у футзальному Кубку УЄФА (5 матчів - 3 м'ячі). Загалом провів за «Енергію» 216 ігор у всіх турнірах, в яких забив 101 гол. За цим показником входить в топ-5 кращих бомбардирів в історії львівського клубу.
«Ураган»
У ході сезону 2008/09 пропозицію івано-франківського «Урагана». У першому ж матчі проти колишнього клубу відзначився забити м'ячем (6:3). За півтора сезони у футболці «драконів» зіграв за команду 26 матчів в еліті українського футболу і відзначився 10-ма влучними ударами.
«Кардинал-Рівне»
У 2010 році підписав контракт із «Кардинал-Рівне». Спочатку СергІй Піддубний виступав за нову команду в якості гравця, а з сезону 2011/12 став граючим тренером рівнян. Загалом на посту наставника «Кардинал-Рівне» пробув рекордних для клубу сім сезонів. За його тренерства рівняни провели 168 матчів у всіх турнірах, в яких 50 разів святкували перемогу, 29 разів звели матч унічию та поступилися у 89 іграх.  Як гравець забив за команду 58 м'ячів у 166 зустрічах в елітному дивізіоні. За влучними ударами у еліті українського футзалу посідає третє місце у списку бомбардирів «Кардинал-Рівне» в історії після Михайла Волянюка та Олександра Басича.  
У 2018 році прийняв пропозицію білоруського «Граніта», за який відіграв один сезон (26 матчів - 13 голів). 
1 липня 2019 року став граючим спортивним директором ФК «Любарт»

### ФК Любарт (2019-2021)
Літом 2019р. Сергій Піддубний обійняв посаду спортивного директора футзального клубу "ФК Любарт"
В сезоні 2019/2020  Сергій разом з командою ФК «Любарт» взяв участь у Другій лізі чемпіонату України з футзалу та у Кубку України. Разом із цим, команда продовжила змагання в рамках Суперліги чемпіонату Волинської області. 
В регіональному чемпіонаті Волинської області з футзалу 2019/2020  ФК «Любарт» став срібним призером Суперліги, а на фініші сезону в чемпіонаті області, раунді плей-оф — Абсолютним чемпіоном Суперліги Чемпіонату Волинської області з футзалу сезону 2019/2020
Перемога у раунді плей-оф регіонального чемпіонату дала можливість ФК «Любарт» виступити на всеукраїнському фіналі Аматорської футзальної ліги України сезону 2019/2020, який проходив у Луцьку. На турнірі команда завоювала срібло та стала другою серед аматорських футзальних команд  України сезону 2019/2020.